# Edward R. Ellis
Edward R. Ellis (* um 1949 in Montgomery, Montgomery County, Alabama) ist ein pensionierter Generalmajor der United States Air Force. Er war unter anderem Kommandeur der 19. Luftflotte (Nineteenth Air Force).

## Leben
Über das ROTC-Programm der University of Alabama gelangte er im Jahr 1971 in das Offizierskorps der United States Air Force. Dort durchlief er anschließend alle Offiziersränge vom Leutnant bis zum Zwei-Sterne-General.
Im Lauf seiner militärischen Karriere absolvierte er verschiedene Kurse und Schulungen. Dazu gehörten unter anderem eine Ausbildung zum Kampfpiloten und weitere Fortbildungskurse als Pilot neuer Flugzeugtypen; die Squadron Officer School auf der Maxwell Air Force Base in Alabama; das Air Command and Staff College, ebenfalls auf der Maxwell AFB; das Air War College über einen Fernkurs; der National Security Management Course, ebenfalls über einen Fernkurs; das National War College in Fort Lesley J. McNair in Washington, D.C. und der Joint Flag Officer Warfighting Course auf der Maxwell AFB. Außerdem erhielt er akademische Grade vom Virginia Polytechnic Institute und der Harvard Kennedy School.
In seinen frühen Jahren als Offizier der Luftwaffe war er an verschiedenen Stützpunkten in den Vereinigten Staaten stationiert. Dabei war er als Pilot, Flugausbilder oder Stabsoffizier bei unterschiedlichen Einheiten tätig. Dazwischen absolvierte er die erwähnten Schulungen. Zwischen September 1984 und Juni 1986 war er auf der Osan Air Base in Südkorea stationiert. Dabei war er unter anderem Kampfpilot bei der 36. Kampfstaffel (36th Tactical Fighter Squadron). Danach gehörte er bis zum Juni 1988 der Fakultät des Air Command and Staff Colleges an. Gleichzeitig kommandierte er ebenfalls auf der Maxell AFB die 3823. Ausbildungsschwadron (3823rd Air Command and Staff College Student Squadron).
Zwischen Juni 1988 und August 1990 kommandierte Edward Ellis als Oberstleutnant auf der Reese Air Force Base in Texas die 35. Ausbildungsschwadron (35th Flying Training Squadron). Daran schloss sich bis zum Juni 1991 sein Studium am National War College an. Danach gehörte er bis zum Mai 1994 dem Stab der Joint Chiefs of Staff in Washington, D.C. an. Innerhalb von deren Stabsabteilung für strategische Planungen leitete er nacheinander zwei Unterabteilungen (Chief, Caribbean Basin Branch und dann Chief, Western Hemisphere Division).
Sein nächster Auftrag führte Edward Ellis zur Randolph Air Force Base in Texas. Zwischen Mai 1994 und Juli 1995 leitete er im Stab des Air Education and Training Commands die Unterabteilung für Flugausbildung (Chief, Flying Training Division). Es folgte eine Versetzung zur Vance Air Force Base in Oklahoma. Zwischen Juli 1995 und Februar 1997 kommandierte Ellis dort das 71. Ausbildungsgeschwader (71st Flying Training Wing). Danach übernahm er bis zum Oktober 1997 auf der Maxwell AFB die Leitung der Squadron Officer School. Er blieb auch danach auf der Maxwell AFB und leitete bis zum Juli 1999 weitere Ausbildungseinrichtungen der Air Force (Commander, Air Force Officer Accession and Training Schools, Maxwell AFB).
In den folgenden Jahren war er außerhalb der Vereinigten Staaten stationiert. Zunächst war er zwischen September 1999 und Januar 2000 stellvertretender Kommandeur der 5. Alliierten Luftflotte (5th Allied Tactical Air Force), die in Vicenza in Italien ansässig war. Es folgte eine Versetzung nach Larisa in Griechenland. Dort war er bis zum März 2001 stellvertretender Kommandeur des kombinierten Luftoperationszentrums 7 (Combined Air Operations Center Seven). Seine nächste Mission führte ihn auf die Incirlik Air Base in der Türkei. Zwischen März 2001 und August 2002 kommandierte er dort die an der Operation Northern Watch im Irak beteiligte Einheiten (Commander, Combined Task Force Operation Northern Watch). Daran schloss sich eine Versetzung nach Neapel an. Bis zum Mai 2004 gehörte er dort der Stabsabteilung für Operationen im NATO-Hauptquartier für Südeuropa an (Assistant Chief of Staff for Operations, Headquarters Allied Air Forces Southern Europe, NATO, Naples, Italy).
Am 11. Juni 2004 übernahm Edward Ellis als Nachfolger von James E. Sandstrom auf der Randolph AFB in Texas das Kommando über die 19. Luftflotte. Dieses Amt bekleidete er bis zum 21. Oktober 2005, als er von Marc E. Rogers abgelöst wurde. Wenig später schied er aus dem aktiven Militärdienst aus.
Während seiner aktiven Zeit als Militärpilot absolvierte er über 3300 Flugstunden auf verschiedenen Flugzeugtypen.

## Daten der Beförderungen
| Abzeichen | Rang               | Jahr              |
| --------- | ------------------ | ----------------- |
|           | Second Lieutenant  | 14. Juli 1971     |
|           | First Lieutenant   | 14. Juli 1972     |
|           | Captain            | 14. Januar 1975   |
|           | Major              | 1. Januar 1983    |
|           | Lieutenant Colonel | 1. Mai 1987       |
|           | Colonel            | 1. April 1991     |
|           | Brigadier General  | 1. September 1998 |
|           | Major General      | 1. August 2002    |

## Orden und Auszeichnungen
Edward Ellis erhielt im Lauf seiner militärischen Laufbahn unter anderem folgende Auszeichnungen:
- Defense Superior Service Medal
- Legion of Merit
- Meritorious Service Medal
- Air Medal
- Aerial Achievement Medal
- Air Force Commendation Medal
- NATO-Medaille